# Ayush Mahesh Khedekar
Ayush Mahesh Khedekar, né le 5 avril 2000 à Bombay, est un acteur indien. Il est connu pour avoir tenu le rôle Jamal Malik enfant dans le film Slumdog Millionaire en 2008. Il incarne également Shyam dans le film Shyam's Secret (Le Secret de Shyam) en 2010.